# 152533 Aggas
152533 Aggas è un asteroide della fascia principale. Scoperto nel 2007, presenta un'orbita caratterizzata da un semiasse maggiore pari a 2,2365294 UA e da un'eccentricità di 0,1028782, inclinata di 5,40743° rispetto all'eclittica.
L'asteroide è dedicato allo statunitense Steven Aggas, costruttore di telescopi.